# Горголевский, Зигмунт

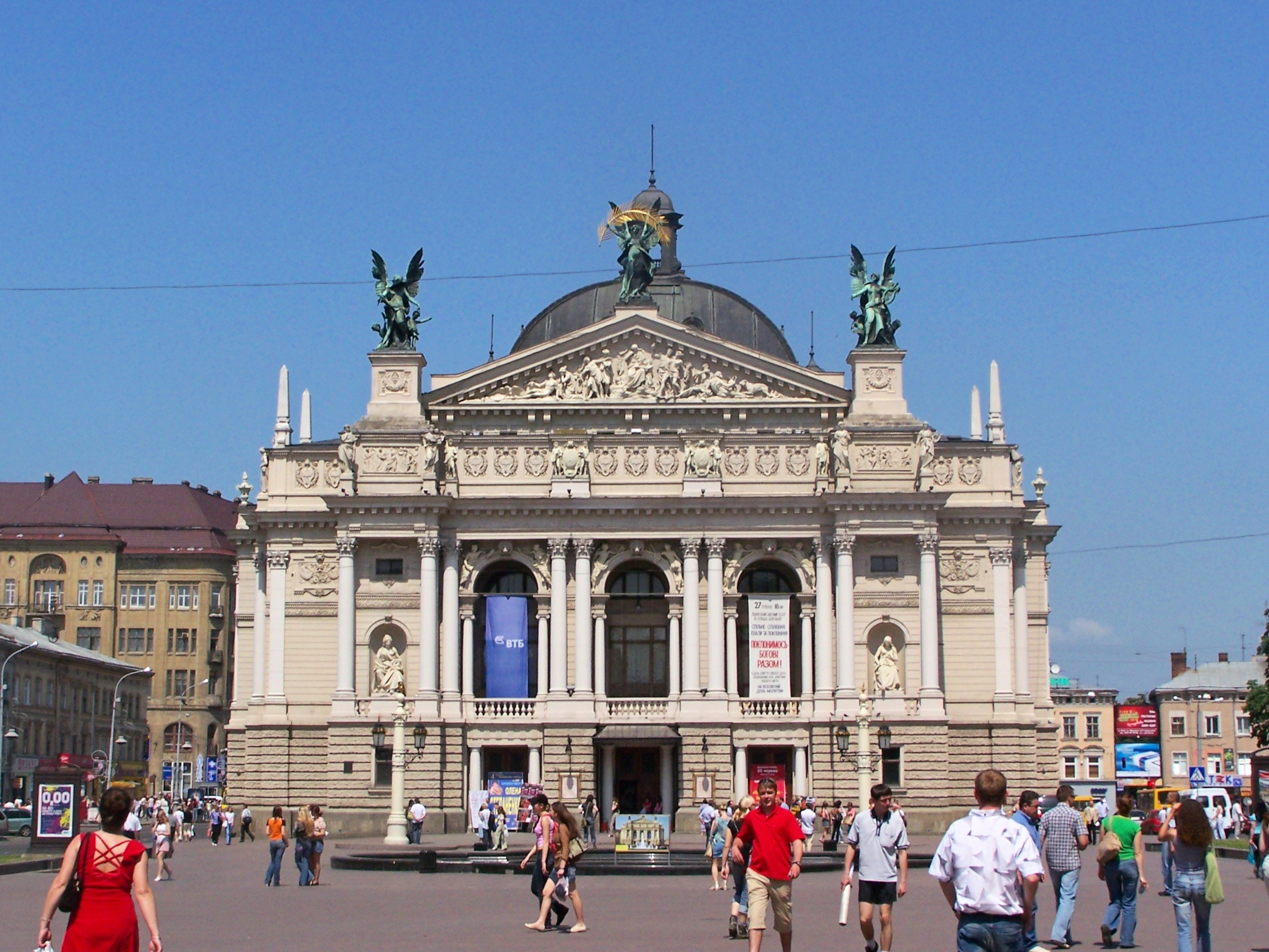
Львовский оперный театр

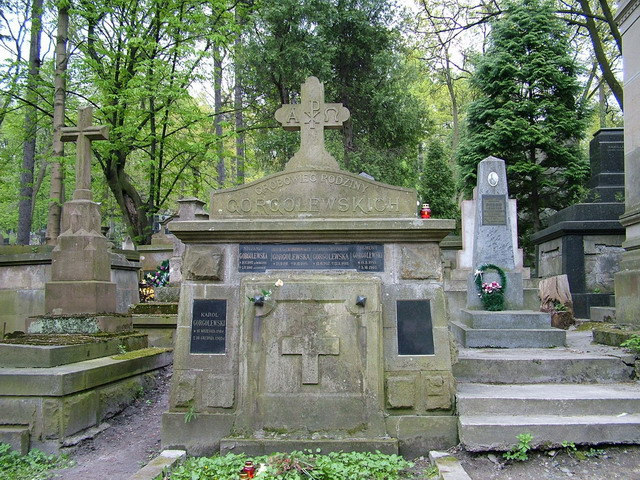
Склеп (Семейная усыпальница) семьи Горголевских на Лычаковском кладбище во Львове

Зигмунт Горголевский (пол. Zygmunt Gorgolewski; 14 февраля 1845, Солец-Куявски, в то время Schulitz, провинция Позен, Пруссия, Австро-Венгерской империи — 6 июля 1903, Львов) — один из величайших архитекторов Польши XIX века и создатель одного из лучших в Европе театров — Львовского национального академического театра оперы и балета им. С. А. Крушельницкой во Львове, автор многочисленных сооружений в Германии и Польше.

## Биография
После окончания реальной гимназии в Познани Горголевский поступил в Королевскую строительную академию в Берлине, где учился с 1866 по 1871 г. архитектуре и инженерному делу. Был одним из самых способных студентов. Ещё в стенах академии принял участие в архитектурном конкурсе на проект постройки консерватории в Берлине, разработку которого ему зачли как дипломную работу.
Окончив учёбу в академии, остался там ассистентом на кафедре архитектурного проектирования. Был членом преподавательского состава строительной академии на протяжении семи лет. Параллельно работал как практик. Первым его объектом стал городской пассажирский (Ганноверский) вокзал в Берлине, на котором Горголевский занимал должность заместителя руководителя строительства.
Во время пребывания в Берлине 3. Горголевский участвовал во всех главных конкурсах, которые объявлялись в городе или крае. По его проектам были построены мост Вильгельма I, высшая женская школа в Берлине, здание Общества друзей науки и дома, расположенные напротив Польского театра в Познани, земский и окружной суды в Ополе и Ольштыне, государственные тюрмы в г. Свиднице и Крулевска-Хута, занимался расширением Bad Oeynhausen (спа в Вестфалии).
Участвовал в реставрации королевских дворцов в Берлине и Киле, расширении университетских клиник в Галле и Бонне. Кроме того, он работал над проектом протестантской церкви в Берлине, загородной резиденции Бель Вью (Belle Vue).
В связи с ремонтом замка Фердинанда Радзивилла на Волыни, состоялись его первые поездки в Краков, Львов, Киев и Вильнюс. Горголевский также побывал в Париже, Италии, Германии и Австрии, где его интересовала прежде всего архитектура Возрождения, оказавшая большее влияние на его собственный архитектурный стиль.
В 1875 году принял участие в конкурсе на постройку здания Галицкого Сейма во Львове (после Первой мировой войны, в здании которого располагался университет им. Яна Казимира, в настоящее время Львовский национальный университет имени Ивана Франко). Его проект, по мнению прессы и специалистов, был признан самым совершенным, но в конечном итоге не был принят к исполнению.
В 80-х годах XIX в. З. Горголевский становится одним из самых известных польских архитекторов. На выставке польского искусства в Кракове в 1887 г. он получил высшую награду по архитектуре — Почётный диплом. К 50-летию кайзера ему присуждают титул советника правительства по архитектуре и строительству — как доказательство признания и высокой оценки его деятельности. Он входит в члены жюри главных архитектурных конкурсов. В частности, в 1892 г. в состав конкурсного жюри на лучший проект театра в Кракове, конкурс выиграл Ян Завейский, будущий конкурент Горголевского во Львове.
Позже Горголевский часто принимал участие в работе конкурсных жюри, которые определяли победителей на право сооружения, в частности, Сберегательного банка в г. Черновцах, костела св. Елизаветы во Львове и др.
В 1893 г. министерство образования предложило З. Горголевскому принять, по приглашению Галицкого наместничества, должность директора Государственной промышленной школы во Львове (созданной в 1886 г.), которая размещалась вместе с Музеем художественных промыслов в залах ратуши, а летом 1892 г. для неё было сооружено здание на ул. Театральной, 17. Для поднятия уровня этой школы он пригласил к преподаванию в ней известных в крае скульпторов, художников, архитекторов.
Будучи высоким профессионалом, З. Горголевский был руководителем службы надзора за строительством народных школ по всей Галичине, куратором по вопросам профессионального образования (заботился о материальной базе в школах, обучении во многих школах Прикарпатья художественной обработки древесины). Как член Ученого совета Политехнического института во Львове был консультантом-советником при строительстве дома для Музея художественного промысла и костела св. Елизаветы, реставрации кафедры и достройки Политехники во Львове.
В 1894 г. З. Горголевский победил в конкурсе на строительство Дворца искусств для краевой выставки во львовском Стрыйском парке, по его эскизам здесь были сооружены главные ворота и несколько павильонов, теперь разрушенные. Очень серьёзно он отнесся к объявленному в 1896 г. конкурсу на сооружение Городского театра во Львове, в котором решил принять участие.
В конкурсе на лучший архитектурный проект была и фирма «Г. Гельмер и Ф. Фельнер», построившая к тому времени более сорока театров в России, Австро-Венгрии, Болгарии и Германии. Среди архитекторов, работавших в этой фирме, были такие известные мастера, как, например, автор проекта Краковского театра Я. Завейский.
Компетентное независимое жюри в Лейпциге единогласно признало наилучшим проект З. Горголевского.
Им было предложено смелое решение задачи выбора места постройки нового большого театра. Центральная часть города к тому времени была уже плотно застроена, поэтому проектом 3. Горголевского предусматривалось перекрытие городской реки Полтвы сплошными бетонными сводами.
Работы начались в 1897 г. рядом с местом, где раньше находился дворец семьи Голуховских. Сам З. Горголевский лично руководил всеми земляными, строительными и распорядительными работами, привлекая к строительству лучшие львовские и зарубежные фирмы. Работы закончились в рекордно короткий срок — за 3 года и 4 месяца.
Сооружение Городского театра стало достижением строительной и архитектурной мысли того времени. За строительство театра З. Горголевский в 1901 г. был награждён кавалерским крестом ордена Железной короны III степени с личной подписью кайзера.
Торжественное открытие Большого городского театра (так он назывался до 1939 года) состоялось 4 октября 1900 года. Но уже в 1901 году грунт под театром стал проседать в больших, чем допускалось размерах. Воды реки просочились через подвальные помещения и затопили машинный зал театра, появились трещины на стенах. Возникла реальная угроза того, что театр перекосится и рухнет, однако этого не случилось. Впоследствии проседание остановилось.
6 июля 1903 года З. Горголевский скоропостижно скончался из-за остановки сердца.
Среди жителей города сразу родилась легенда, будто бы он покончил с собой из-за угрозы разрушения театра. Основанием для возникновения версии суицида послужил не только факт внезапной неожиданной смерти архитектора, но и то, что человек, столько сделавший для мировой славы города, был похоронен в скромном семейном склепе. Как известно, самоубийц не хоронили в пределах кладбищ, но учитывая большие заслуги Горголевского перед Львовом, церковные власти дали согласие на его захоронение на Лычаковском кладбище в семейной усыпальнице. Многие львовяне сих пор убеждены в правдивости легенды про самоубийство создателя Львовского оперного театра.
Похоронен 3. Горголевский на Лычаковском кладбище во Львове напротив могилы известной польской писательницы Марии Конопницкой.
Изображение оперного театра во Львове архитектора 3. Горголевского помещено на украинской банкноте достоинством 20 гривен образца 1995 года.

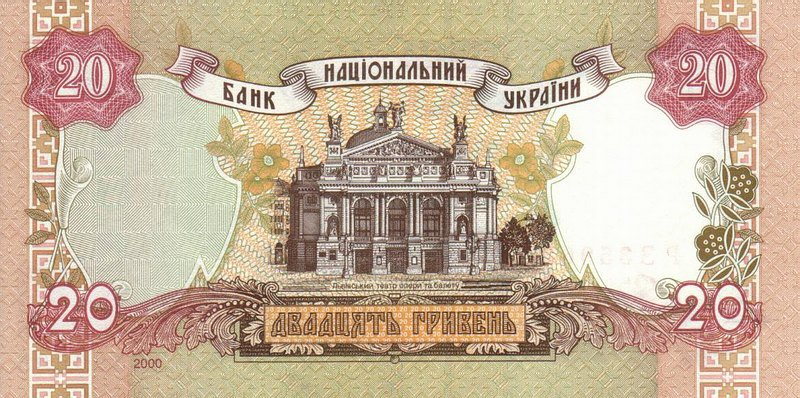
Львовский оперный театр на банкноте 20 гривен 2000 года выпуска, образца 1995 года